# Сакария (река)
 Тази статия е за реката.  За вилаета вижте Сакария.  
Сакария (на турски: Sakarya Irmağı; в древността Сангариус: на гръцки: Σαγγάριος; на латински: Sangarius) е река в северозападната част на Турция и полуостров Мала Азия, вливаща се в Черно море. Дължина 824 km, площ на водосборния басейн около 65 000 km².Река Сакария води началото си на 1624 m н.в., под името Сейит, от южния склон на планинския масив Гьоктепе (1738 m), в западната част на Анадолското плато. Цялото течение на Сакария наподобява огромна латинска буква „S“. В горното течение и средното се течение тече по северозападната част на Анадолското плато. В горното течение посоката ѝ е на север, а след това на югоизток покрай южните склонове на хребета Сиврихисар (1820 m). В средното течение най-напред тече на север покрай източните склонове на хребетите Сиврихисар и Сюндикен, а след изтичането си от хидровъзела Саръяр – на запад покрай северния склон на Сюндикен (1787 m). В района на град Биледжик Сакария завива на север и чрез дълбоко и тясно дефиле проломява западните части на Западнопонтийските планини (между хребетите Карадаг на изток и Самаклъ на запад). При град Адапазаръ реката излиза от планините, навлиза в Причерноморската равнина и в района на град Карасу се влива в Черно море. Основни притоци: леви – Саръсу, Порсук, Гьоксу; десни – Джилдъръм, Инлер, Илъджаозю, Анкара, Кебирмир, Аладаг, Гейнюк, Мудурну. Пълноводието ѝ е през зимата. На реката са изградени два големи хидровъзела: в средното течение Саръяр (преградна стена висока 90 m, язовир с площ 80 km², ВЕЦ с производствена мощност 360 млн. квт/ч годишно); в долното течение – Гьокчекая. Водите им се използват за водоснабдяване, напояване (главно в долното течение) и производство на електроенергия. По долината ѝ са разположени градовете Податлъ, Биледжик, Адапазаръ и Карасу.
Горното течение на реката съвпада с историческата област Фригия, а устието – в древна Витиния. Туристическа забележителност е мостът над Сангариус, (Sangarius Bridge), построен от византийския император Юстиниан I (царувал 527 – 565), за да се подобри комуникацията между столицата Константинопол и източните провинции. По време на гръцко-турската война 1919 – 1922 г. по бреговете на реката от 23 август до 13 септември 1921 г. се провежда решаващото сражение между турските и гръцките войски, завършило с голяма победа на турските войски под командването на Мустафа Кемал Ататюрк.